# Of June
Of June je první EP a zároveň první dílo vůbec od amerického synthpopového projektu Owl City. Bylo nahráno na MySpace 29. srpna 2007, na iTunes vyšlo s novým přebalem až po úspěchu alba Ocean Eyes 30. března 2010. Obsahuje celkem sedm skladeb.

## Seznam skladeb
| Of June | Of June                   | Of June |
| Pořadí  | Název                     | Délka   |
| ------- | ------------------------- | ------- |
| 1.      | Swimming In Miami         | 4:55    |
| 2.      | Captains and Cruise Ships | 3:28    |
| 3.      | Designer Skyline          | 3:28    |
| 4.      | Panda Bear                | 3:07    |
| 5.      | The Airway                | 3:23    |
| 6.      | Fuzzy Blue Lights         | 4:40    |
| 7.      | Hello Seattle             | 2:57    |

## Okolnosti vzniku alba
Adam Young již od devíti let trpí nespavostí. Během bezesných nocí se zavíral ve sklepě svých rodičů, kde se bavil skládáním elektronické hudby. V té době pracoval u společnosti Coca Cola v Owatonně, kde nakládal zboží, což byla jednotvárná a nezáživná činnost. Aby se mohl odtrhnout od této reality, začal Adam snít. Snil o vzdálených místech, městech, o létání, mořích,… A právě toto snění se stalo inspirací pro jeho texty. "Vězel jsem ve světě, který mě nenaplňoval. Neměl jsem žádné plány, jen jsem automaticky fungoval. Hudba byl takový únik z nudného a všedního světa. Zpíval jsem optimistické a bezstarostné písničky o ideálních světech, ve kterých jsem chtěl žít." Písně, které v noci a ve volném čase skládal, nahrával na MySpace. Postupně si získával fanoušky, a to i díky otevřenému a přátelskému přístupu ke svým obdivovatelům a reakcím na jejich komentáře. Jeho manažer Steve Bursky později zdůraznil význam Adamova sympatického jednání pro budoucnost Owl City slovy: "Lidé mají pocit, jako by ho znali, jako by k němu měli přímé spojení, protože je k nim v online komunikaci velmi blízko."
"Kdysi v červnu 2007 to vše začalo jaksi z rozmaru. Rodiče byli na víkend pryč a já, protože jsem chtěl být hlučný a dělat pořádný kravál nebo co, tak jsem začal psát verze toho, co se stalo mým první, osobně vydaným CD - Of June. Následující měsíc jsem to nahrál na MySpace a nikomu o tom neřekl."
Adam o svých začátcích říká: "Elektronickou hudbu jsem začal jsem psát jen z pouhého rozmaru. Neponořil jsem se doopravdy do světa programování a sekvenování a nekonečných cest, po kterých se můžete skrz elektronickou hudbu vydat, tak jsem si pomyslel, že by bylo zábavné to vyzkoušet. Sehnal jsem si program a napsal to, z čeho vyšlo sedm vhodných písní pro EP. Hodil jsem je na MySpace a už s tím nic moc nedělal a nechal lidi, aby to sami objevili. Odezva, která přišla, byla neuvěřitelná."
Of June dosáhlo 15. příčky na Billboard Electronic Albums chart, a to mimo jiné i díky fanouškům z Myspace. Po úspěchu alba Ocean Eyes bylo 30. března 2010 Of June znovu vydáno, ale tentokrát pod záštitou Universal Republic Records. Největší úspěch měla skladba "Hello Seattle", která se znovu (ale v upravené verzi) objevila v albu Ocean Eyes.

## Hello Seattle
"Seattle mi vždycky připadal jako druhý konec světa. Pamatuju si, jak jsem na střední během vyučování hleděl z okna a představoval si, jaký Seattle je. Ironie skladby je, že je to zamilovaná píseň k místu, které jsem nikdy nenavštívil."
"Mám slabost pro města u oceánu. Jelikož jsem vyrůstal v malém venkovském městečku uprostřed ničeho a protože jsem jedináček, snění s otevřenýma očima o vzdálených místech mi jako dítěti zabíralo spoustu času a energie. Taky se mi líbí to, jak slovo Seattle zní, když ho vyslovuješ. Má to jiskru."
"Na střední jsem zkoušel přidat se k různým skupinám, ale nikdy jsem nepochodil. Pak jsem ale objevil, o kolik víc toho dokážu udělat jen já sám s počítačem. Jednou v noci, když jsem nemohl usnout, se vynořil nápad na elektronickou skladbu, a to 'Hello Seattle', která je na tom albu a je stále tím nejvíce reprezentativním druhem hudby, kterou chci tvořit. Je to nevinný, přístupný pop, ale s melancholií a abstraktním textem." uvedl Adam v interview pro The Sunday Times 14. února 2010.
Tato skladba se objevila také v upravené verzi na albu Ocean Eyes a Adamův remix poté i na Deluxe verzi.